# George D. Wick
Coronel George Dennick Wick (Youngstown, Ohio, 19 de fevereiro de 1854 — 15 de abril de 1912) foi um famoso industrial estadunidense, presidente da Youngstown Sheet and Tube Company, uma das maiores empresas de fabricação de aço do mundo.

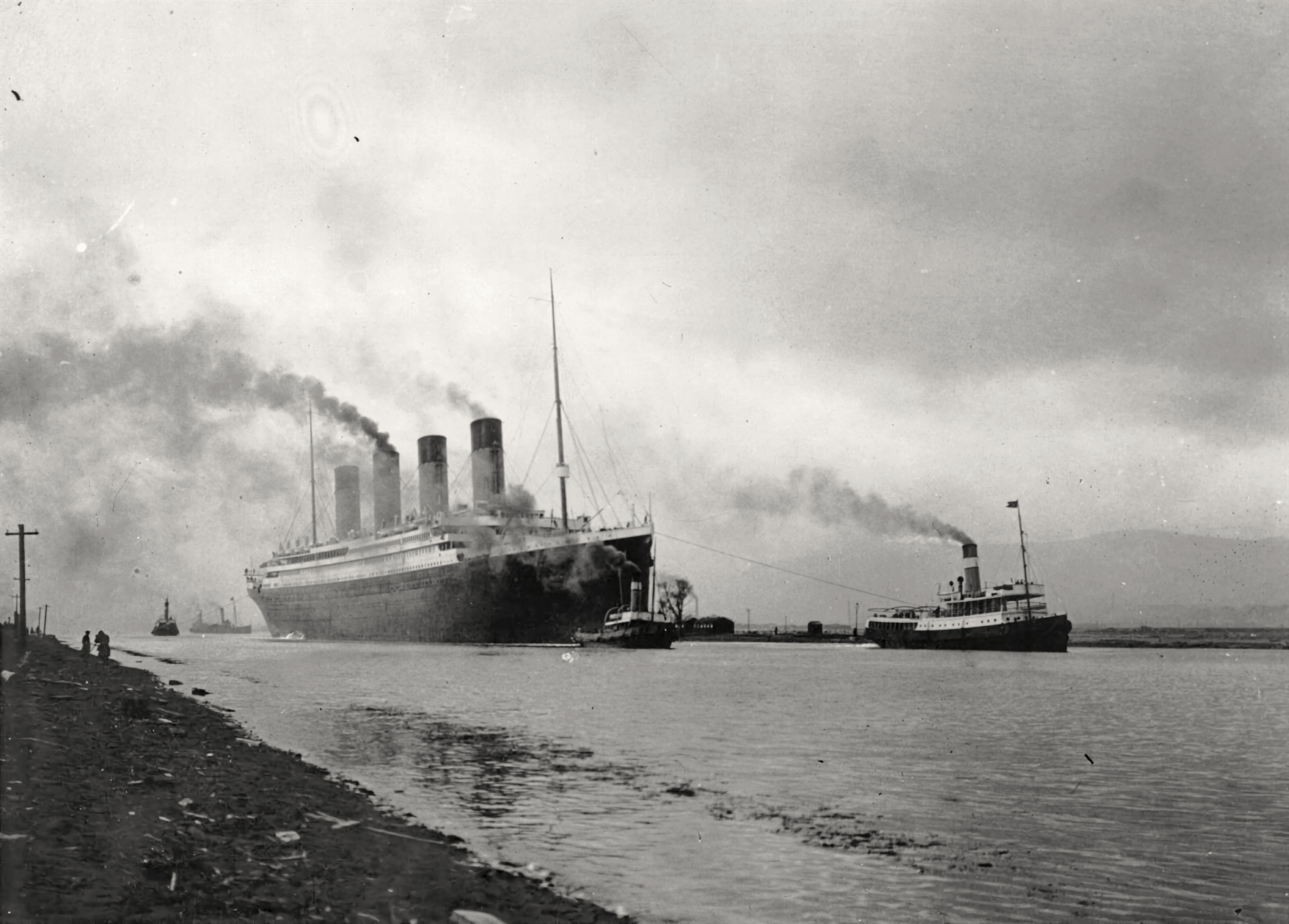
RMS Titanic

Foi umas das vítimas do naufrágio do navio Titanic, na madrugada do dia 15 de abril de 1912. Seu corpo jamais foi encontrado.
A Youngstown Sheet and Tube alcançou o auge de produção nos anos 20, mas a acabou fechando nos anos 70.